# Beba Lončar
Beba Lončar / Беба Лончар (Desanka Lončar / Десанка Лончар: n. Belgrado, 28 de abril de 1943) es una actriz nacida en Serbia y nacionalizada italiana. Participó en más de 50 películas entre 1960 y 1982. Reconocida por su carrera en el cine durante las décadas de 1960 y 1970, logró reconocimiento en su natal Serbia antes de mudarse a Italia y lograr un éxito considerable en ese país.

## Carrera

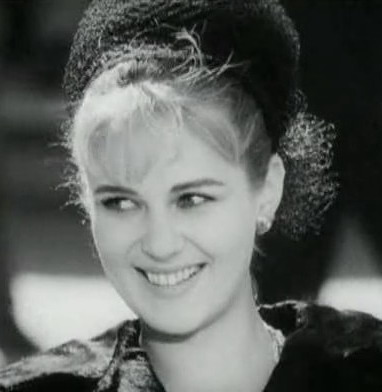
Lončar en Señoras y señores (1966).

Tras una fructífera carrera en su país, la aventura de Lončar en el cine italiano comenzó en 1964 cuando fue seleccionada por Mauro Bolognini para su segmento dentro de La donna è una cosa meravigliosa, una película dividida en tres partes. Con solo veintiún años de edad, se mudó a Roma y continuó actuando en películas italianas.
En 1965 apareció en seis películas. Tuvo un papel importante en la cinta La Celestina P ... R ... de Carlo Lizzani, seguido de un papel en Le Corniaud de Gérard Oury y en Letti sbagliati de Steno. En Casanova 70 interpretó al interés amoroso del personaje de Marcello Mastroianni. Finalizó el año con Il morbidone de Massimo Franciosa junto a Paolo Ferrari, Anouk Aimée, Sylva Koscina y Margaret Lee. Sus primeros papeles en Italia revelaron un tema que continuaría a lo largo de su carrera en el país, ya que los directores y productores italianos generalmente le asignaban papeles de exóticas y misteriosas seductoras dentro del género commedia all'italiana.

## Filmografía seleccionada
- The Ninth Circle (1960)
- The Love and the Fashion (1960)
- And Love Has Vanished (1961)
- The Long Ships (1964)
- Freddy in the Wild West (1964)
- La Celestina P... R... (1965)
- Le Corniaud (1965)
- Letti sbagliati (1965)
- Slalom (1965)
- Casanova 70 (1965)
- The Dreamer (1965)
- Lucky, the Inscrutable (1966)
- In the Shadow of the Eagles (1966)
- Cover Girl (1968)
- Some Girls Do (1969)
- Cuore di mamma (1969)
- Decameron's Jolly Kittens (1972)
- La ragazza dalla pelle di luna (1973)
- Percy is Killed (1976)
- Special Squad Shoots on Sight (1976)
- La donneuse (1976)
- Gli uccisori (1977)
- Quella strana voglia d'amare (1977)
- The Pals (1979)
- Sunday Lovers (1980)
- Don't Look in the Attic (1982)